# Lasioglossum tannaense
Lasioglossum tannaense är en biart som först beskrevs av Cockerell 1916.  Lasioglossum tannaense ingår i släktet smalbin, och familjen vägbin. Inga underarter finns listade i Catalogue of Life.